# Психопатия
Психопатията е разстройство на личността , днес класифицирано като антисоциално личностно разстройство, подтип психопатия (DSM).
Психопатията се характеризира с нарушена способност за емпатия (съпричастие, съчувствие) и угризения на съвестта, както и с импулсивност и егоцентричност, често маскирани от повърхностен чар и привидна нормалност.
Смята се, че около 1% от хората страдат от психопатия. Във високите нива в политическия и корпоративния свят, 5-10% от хората страдат от психопатия или имат психопатични черти.

## Проблеми с перцепцията
В изследване от 2002, Дейвид Косън, Яна Сухи, и др. питат психопатични затворници за наименованията на емоции изобразени върху 30 изображения на лица. В сравнение с контролна група психопатите имат значително по-ниско ниво на вярност в разпознаването на лицев афект на възмущение, но по-висока степен на разпознаване на гняв. В изследване от 2002 Блеър, Митчел и др. използват тест за разпознаване на гласови eфекти, за да намерят степента на разпознаване при психопати на емоционална интонация конотативно добавена към иначе неутрални думи. Психопатите имат тенденцията да правят грешки при разпознаване в сравнение с контролна група с особено висока степен на грешка при афектите, свързани с тъга и страх.

### Лъжи и манипулации
Психопатите са патологични лъжци. Техните отношения с другите хора са практически дефинирани от манипулация и експлоатация. Психопатът не вижда никаква причина, поради която да бъде честен или грижовен, загрижен за другите хора. Те обикновено са много добри в лъжите, понякога са способни да объркат дори опитни разпитващи. Понеже те са неспособни на срам или страх, езикът на тялото при тях или тонът на гласа им, и други подобни знаци, никога не ги издават, както обикновено се случва с другите лъжещи. Всъщност те абсолютно не се страхуват от това да бъдат хванати в лъжа. Когато те са поставени в ситуация да отговарят на реални въпроси и да се сблъскат с реалните факти, те, без дори да направят пауза, ще преработят своята история така че да пасва на фактите и да изглежда консистентна. Това непрекъснато преработване на тяхната история води до противоречия, които оставят слушателя объркан. 

## В масовата култура
Като цяло представата за психопатите като повлияна или отразена от кино индустрията, книгите и т.н. се различава от медицинското описание на психопатията, като под общото понятие и идея за психопат там са изобразени различни типове престъпници и престъпни поведения.
- Американски психар – филм по романа на Брет Елис, екранизация 2000 г.
- Добрият син – филм, 1993 г.
- We need to talk about Kevin  – филм, 2011 г.
- The bad seed  – филм, 2018 г.